# Бейка-де-Жос (комуна)
Бейка-де-Жос (рум. Beica de Jos) — комуна у повіті Муреш в Румунії. До складу комуни входять такі села (дані про населення за 2002 рік):
- Бейка-де-Жос (851 особа) — адміністративний центр комуни
- Бейка-де-Сус (270 осіб)
- Кекучу (190 осіб)
- Надеша (282 особи)
- Синміхай-де-Педуре (280 осіб)
- Шербень (370 осіб)

Комуна розташована на відстані 274 км на північ від Бухареста, 27 км на північний схід від Тиргу-Муреша, 91 км на схід від Клуж-Напоки, 135 км на північний захід від Брашова.

## Населення
За даними перепису населення 2002 року у комуні проживали 2243 особи.
Національний склад населення комуни:
| Національність | Кількість осіб | Відсоток |
| -------------- | -------------- | -------- |
| румуни         | 1422           | 63,4%    |
| цигани         | 551            | 24,6%    |
| угорці         | 270            | 12,0%    |

Рідною мовою назвали:
| Мова      | Кількість осіб | Відсоток |
| --------- | -------------- | -------- |
| румунська | 1796           | 80,1%    |
| угорська  | 264            | 11,8%    |
| циганська | 183            | 8,2%     |

Склад населення комуни за віросповіданням:
| Релігія        | Кількість осіб | Відсоток |
| -------------- | -------------- | -------- |
| православні    | 1846           | 82,3%    |
| реформати      | 216            | 9,6%     |
| п'ятдесятники  | 62             | 2,8%     |
| римо-католики  | 57             | 2,5%     |
| баптисти       | 24             | 1,1%     |
| адвентисти     | 20             | 0,9%     |
| греко-католики | 18             | 0,8%     |